# Mohamed Mouldi Kefi

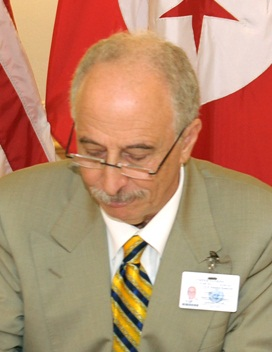
Mohamed Mouldi Kefi

Mohamed Mouldi Kefi (arabisch محمد المولدي الكافي, DMG Muḥammad al-Maulidī al-Kāfī; * 10. Februar 1946 in Le Kef) ist ein tunesischer Politiker und Diplomat. Er wurde im Februar 2011 aus dem Ruhestand zum Außenminister in der Übergangsregierung Tunesiens berufen und blieb bis zur Ablösung des Kabinetts Essebsi am 23. Dezember 2011 im Amt.